# Fort VIIa w Poznaniu
Fort VIIa (Strotha, Zygmunta Zielińskiego) (oryg. Zwischenwerk VIIa) – jeden z 18 fortów wchodzących w skład Twierdzy Poznań. Znajduje się na Marcelinie przy ul. Marcelińskiej.

## Historia
Zbudowany został w latach 1887–1890 w drugim etapie budowy twierdzy fortowej. Fort otrzymał nazwę Strotha na cześć Karla von Strotha (do 1902 nazwę tę nosił Nadszaniec IV Strotha). W 1931 zmieniono patronów na polskich, Fort VIIa otrzymał imię generała Zygmunta Zielińskiego.
Po II wojnie światowej fort był użytkowany przez wojska lotnicze. Mieścił się w nim tajny Zapasowy Węzeł Łączności. Następnie obiekt został sprzedany prywatnej firmie.
Teren fortu wchodzi w skład obszaru Natura 2000 (obszar specjalnej ochrony SOO „Fortyfikacje w Poznaniu”, symbol PLH300005).

## Lokalizacja i konstrukcja

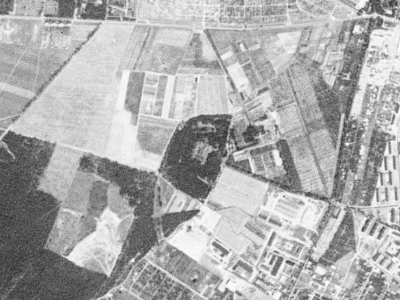
Zdjęcie lotnicze fortu (1965)

Dojazd do fortu drogą forteczną (ul. Marcelińska) i drogą rokadową (ul. Bułgarska). W okolicy osiedle domków jednorodzinnych, Lasek Marceliński, hale i budynki biurowe (m.in. wieżowiec PGK Centrum II, d. zakłady WZT Teletra).
Kaponiery były połączone poterną biegnącą pod fosą.

### Przebudowy
W latach 1913–1914 na przeciwskarpie zbudowano dwa betonowe schrony oraz przemurowano niektóre wejścia. We wrześniu 1939 roku wybudowano dwa betonowe schrony oraz dwa pancerne stanowiska obserwacyjne ze stalowo-betonową kopułą.